# Alirocumab
Alirocumab (tên thương mại Praluent)  là thuốc dược phẩm sinh học được FDA phê duyệt vào ngày 24 tháng 7 năm 2015 dưới dạng điều trị thứ hai đối với cholesterol cao đối với người lớn mà cholesterol không được kiểm soát bằng chế độ ăn kiêng và điều trị bằng statin. Nó là một kháng thể đơn dòng của con người thuộc một nhóm thuốc chống cholesterol mới, được gọi là chất ức chế PCSK9, và đây là tác nhân đầu tiên nhận được sự chấp thuận của FDA. Sự chấp thuận của FDA phụ thuộc vào việc hoàn thành các thử nghiệm lâm sàng tiếp theo để xác định hiệu quả và an toàn tốt hơn.
Chi phí năm 2015 được ước tính là $ 14,300 USD mỗi năm, làm cho alirocumab có hiệu quả chi phí thấp hơn đáng kể so với các liệu pháp hạ lipid khác.

## Sử dụng trong y tế
Alirocumab được sử dụng như một phương pháp điều trị bậc hai để giảm cholesterol LDL cho người trưởng thành bị nặng cholesterol cao di truyền và những người bị xơ vữa động mạch cần giảm cholesterol LDL bổ sung khi chế độ ăn kiêng và điều trị bằng statin không hiệu quả. Nó được quản lý bằng cách tiêm dưới da. Kể từ tháng 7 năm 2015, người ta không biết liệu alirocumab ngăn ngừa tử vong sớm do bệnh tim mạch hay ngăn ngừa các cơn đau tim; một thử nghiệm lâm sàng để xác định kết quả đang diễn ra vào thời điểm đó, kết quả được mong đợi trong năm 2017. Tạp chí y học New England được công bố vào ngày 7 tháng 11 năm 2018 từ một thử nghiệm lâm sàng với Alirocumab (Giá trị). Theo nghiên cứu, Praluent đã giảm đáng kể 15% các biến cố tim mạch bất lợi lớn và nó có liên quan đến nguy cơ tử vong thấp hơn 15% do mọi nguyên nhân (tỷ lệ nguy hiểm [HR] 0,85; khoảng tin cậy 95% [CI], 0,73 đến 0,98) 

## Tác dụng phụ
Tác dụng phụ xảy ra ở hơn 2% số người được điều trị bằng alirocumab trong các thử nghiệm lâm sàng và xảy ra thường xuyên hơn so với giả dược, bao gồm kích ứng mũi và họng, phản ứng tại chỗ tiêm và bầm tím, triệu chứng giống cúm, nhiễm trùng đường tiết niệu, tiêu chảy, viêm phế quản và ho, đau cơ, đau nhức và co thắt.
Không có dữ liệu về việc sử dụng alirocumab ở phụ nữ mang thai để đánh giá rủi ro cho thai nhi, cũng như không có dữ liệu về việc sử dụng ở trẻ em.

## Dược lý
Alirocumab hoạt động bằng cách ức chế protein PCSK9. PCSK9 liên kết với thụ thể lipoprotein mật độ thấp (LDLR) (đưa cholesterol ra khỏi lưu thông), và sự gắn kết đó dẫn đến thụ thể bị suy giảm, và cholesterol LDL ít bị loại bỏ khỏi lưu thông. Ức chế PCSK9 ngăn chặn thụ thể bị suy thoái, và thúc đẩy loại bỏ cholesterol LDL khỏi lưu thông.
Sau khi tiêm alirocumab dưới da, sự ức chế tối đa của PCSK9 miễn phí xảy ra trong vòng 4 đến 8 giờ và có thời gian bán hủy rõ rệt từ 17 đến 20 ngày. Sự ức chế phụ thuộc vào liều. Kháng thể được phân phối thông qua tuần hoàn, và nó được loại bỏ ở nồng độ thấp bằng cách liên kết với mục tiêu của nó, và ở nồng độ cao hơn thông qua con đường phân giải protein.

## Hóa học
Alirocumab là một kháng thể đơn dòng của người có kiểu hình IgG1. Nó được tạo thành từ hai chuỗi nặng của con người liên kết với nhau, mỗi chuỗi liên kết với một chuỗi nhẹ của con người. Nó có trọng lượng phân tử xấp xỉ 146 kDa.
Nó được sản xuất bằng cách sử dụng các tế bào buồng trứng của chuột đồng Trung Quốc được thay thế bằng DNA tái tổ hợp, được nuôi trong bể.

## Lịch sử
Tầm quan trọng của PCSK9 như là một mục tiêu sinh học đối với khám phá thuốc đã xuất hiện vào năm 2003, khi một loạt các khám phá dẫn đến việc xác định protein và gen của nó, vai trò của nó trong việc gây ra một số trường hợp tăng cholesterol máu gia đình khi có một số đột biến và vai trò của nó gây ra mức cholesterol LDL rất thấp khi có đột biến khác.
Việc phát hiện và xác nhận mục tiêu đã tạo ra một cuộc đua giữa các công ty dược phẩm và công nghệ sinh học.
Alirocumab được Regeneron Pharmaceuticals phát hiện bằng cách sử dụng chuột "VelocImmune" của nó, trong đó nhiều gen mã hóa cho kháng thể đã được thay thế bằng gen của con người. :255–258 Trong một bài thuyết trình của nhà đầu tư, Regeneron tuyên bố rằng với hệ thống của họ, chỉ mất khoảng 19 tháng kể từ lần đầu tiên họ tiêm vắc-xin cho chuột với PCSK9 cho đến khi họ nộp IND. :Slide 26 Alirocumab được hợp tác phát triển với Sanofi theo một thỏa thuận được thực hiện vào năm 2007  Trước khi nhận được tên phi thương mại quốc tế, nó được gọi là REGN727 và SAR236553.
Kết quả thử nghiệm giai đoạn 1 đã được báo cáo vào năm 2012 trên Tạp chí Y học New England. Một thử nghiệm giai đoạn 3 trên bệnh nhân không dung nạp statin được gọi là ODYSSEY đã diễn ra trong 65 tuần. Kết quả đã được trình bày tại cuộc họp của Hiệp hội Tim mạch châu Âu 2014. Một nghiên cứu kéo dài 78 tuần về alirocumab ở 2341 người dùng statin có nguy cơ cao mắc các bệnh tim mạch và có mức cholesterol LDL cao đã được công bố vào tháng 4 năm 2015.
Vào tháng 7 năm 2014, Regeneron và Sanofi tuyên bố rằng họ đã mua một phiếu đánh giá ưu tiên mà BioMarin đã giành được cho một phê duyệt thuốc hiếm gặp gần đây với giá 67,5 triệu đô la; chứng từ đã cắt giảm bốn tháng thời gian xem xét quy định đối với alirocumab và là một phần trong chiến lược của họ để đánh bại Amgen để đưa ra thị trường với sự chấp thuận đầu tiên của chất ức chế PCSK9.
Vào tháng 7 năm 2015, FDA đã phê duyệt alirocumab như là một phương pháp điều trị thứ hai để giảm cholesterol LDL cho người trưởng thành có cholesterol cao di truyền và những người bị xơ vữa động mạch cần giảm cholesterol LDL bổ sung khi chế độ ăn kiêng và điều trị bằng statin không hiệu quả. Đây là sự chấp thuận đầu tiên của chất ức chế PCSK9. Sự chấp thuận của FDA phụ thuộc vào việc hoàn thành các thử nghiệm lâm sàng tiếp theo để xác định hiệu quả và an toàn tốt hơn.
Regeneron và Amgen từng nộp đơn xin bảo hộ bằng sáng chế về kháng thể đơn dòng của họ và các công ty đã kết thúc vụ kiện bằng sáng chế ở Mỹ vào tháng 3 năm 2016, một tòa án quận đã phát hiện ra rằng alirocumab vi phạm bằng sáng chế của Amgen; Amgen sau đó đã yêu cầu một lệnh cấm cấm Regeneron và Sanofi khỏi tiếp thị alirocumab, được cấp vào tháng 1 năm 2017. Thẩm phán đã cho Regeneron và Sanofi 30 ngày để kháng cáo trước khi lệnh cấm có hiệu lực. Vào tháng 10 năm 2017, Tòa phúc thẩm Hoa Kỳ đã đảo ngược lệnh cấm và ra lệnh xét xử mới sau khi phát hiện bồi thẩm đoàn được đưa ra những chỉ dẫn không chính đáng và bằng chứng đã bị giữ lại. Regeneron và Sanofi được phép tiếp tục tiếp thị alirocumab trong quá trình kháng cáo.

## Xã hội và văn hoá
Vào năm 2014 khi các chất ức chế PCSK9 tiếp cận phê duyệt theo quy định, các nhà phân tích thị trường ước tính rằng thị trường chung của các loại thuốc này có thể là 10 tỷ đô la mỗi năm, với mỗi loại thuốc cạnh tranh của alirocumab và Amgen có doanh số 3 tỷ đô la mỗi năm và các đối thủ khác chia nhau $ 4B, dựa trên ước tính giá hàng năm cho alirocumab là $ 10.000 mỗi năm. Đồng thời, các nhà quản lý lợi ích của nhà thuốc như Express Scripts và CVS Caremark, trong khi nhận ra rằng các loại thuốc mới có thể giúp những bệnh nhân bị bỏ lại với mức cholesterol không kiểm soát được và nhận ra rằng dược phẩm sinh học tiêm sẽ luôn đắt hơn thuốc viên, và đặc biệt hơn đắt hơn thuốc generic, bày tỏ lo ngại về gánh nặng của chi phí mới đối với hệ thống chăm sóc sức khỏe.
Khi thuốc được phê duyệt vào tháng 7 năm 2015, giá công bố cao hơn so với các nhà phân tích dự đoán: 14.600 đô la một năm. Các nhà quản lý lợi ích dược phẩm tiếp tục bày tỏ mối quan tâm của họ, cũng như các công ty bảo hiểm và một số bác sĩ, những người đặc biệt quan tâm đến giá cả, vì thực tế là sự chấp thuận của FDA chỉ dựa trên việc giảm cholesterol, và không dựa trên kết quả sức khỏe tốt hơn, chẳng hạn như ít hơn đau tim hoặc cuộc sống lâu hơn.
Phương pháp điều trị hiện tại cho những người có cholesterol rất cao không thể kiểm soát được bằng chế độ ăn kiêng hoặc statin là phương pháp apheresis, tương tự như lọc máu ở một người đến phòng khám mỗi tháng và máu của người đó được lọc cơ học, trong trường hợp này để loại bỏ cholesterol LDL. Điều trị đó chi phí $ 8000 mỗi tháng, hoặc $ 96.000 mỗi năm. Giá của alirocumab được xác định một phần dựa trên việc làm cho apheresis không còn cần thiết.